# 大穆斯 (紐約州)
大穆斯（英語：Big Moose）是位於美國紐約州赫基默縣的非建制地區。

## 歷史
大穆斯的郵局於1893年設立，其後於1972年停運。

## 地理
大穆斯所處的海拔為高於海平面626米（即2054英呎），而該地所採用的時區為UTC-5，即北美东部时区（EST）。同時該地設有夏令時間，為UTC-5調快一小時，即UTC-4（EDT）。